# Inverno Amaral
José Inverno Amaral (Faro, 19 de Março de 1952 - 19 de Dezembro de 2020), foi um piloto de automóveis português, que se destacou pela sua carreira em Portugal, tendo sido campeão nacional de rally em 1987.

## Biografia

### Nascimento
Nasceu na cidade de Faro, em 19 de Março de 1952, filho do empresário Marcelo Amaral.

### Carreira
Iniciou a sua carreira no desporto automóvel em 1975, no Rallye da Camélias, ao volante de um Datsun 1200 GX, em conjunto com o navegador Pedro Cabeçadas. No ano seguinte começou a participar no Rally do Algarve, inicialmente com um Datsun 1200, sendo o navegador Luís Calafate, e depois com um Ford Escort RS 2000. Competiu depois num troféu da marca francesa Rally do Algarve, ao volante de um Visa.
Em 1980, alcançou o título nacional na modalidade de PopCross. Em 1983 ganhou o Troféu Citröen Visa de ralis, e voltou a marcar presença no Rally do Algarve, tendo ficado em segundo lugar para Olivier Tabatoni, e nesse ano recebeu o Troféu Citroën Visa de Rallyies. Em 1987 atingiu o ponto mais elevado da sua carreira, quando foi campeão nacional de rally, conduzindo um Renault 11 Turbo de Grupo A e com o navegador Joaquim Neto. Nesse ano também ficou em primeiro lugar no Rally do Algarve. Posteriormente participou no Troféu e Campeonato Nacional de Todo-o-Terreno como piloto oficial da Nissan, com José Manuel Conde como navegador. Em 1994 concorreu pela última vez no Rally do Algarve, ao serviço da Renault Portuguesa, tendo conduzido um Clio 16V.

### Falecimento e homenagens
Inverno Amaral faleceu em 19 de Dezembro de 2020, aos 68 anos de idade, devido a uma doença prolongada. Na ocasião do seu falecimento, o Clube Automóvel do Algarve emitiu uma nota de pesar, onde o classificou como um «grande Homem do automobilismo algarvio» e destacou o seu «talento e inspiração em várias gerações de adeptos regionais e nacionais». Ni Amorim, presidente da Federação Portuguesa de Automobilismo e Karting, recordou-o como «um exemplo para os outros pilotos e uma referência para todos.».
Recebeu a Medalha de Ouro da Câmara Municipal de Faro, que por ocasião da sua morte classificou-o como «um dos mais bem-sucedidos automobilistas algarvios de sempre».